# Бинокор (футбольный клуб, Бухара)
«Бинокор» — советский футбольный клуб из Бухары. Основан тренером Хамидом Раджабовичем Рахматовым в 1987 году.

## История
Прежде Бухарский домостроительный комбинат представляла команда «Строитель». В 1973 году команда успешно выступила в чемпионате Бухарской области и получила право выступать в первенстве Узбекской ССР.
Клуб «Бинокор» был основан в 1987 году при Бухарском ДСК. Выиграв чемпионаты города и области, «Бинокор» получил право участвовать в первенстве Узбекской ССР среди КФК. В первом сезоне 1988 года команда заняла в чемпионате 10-е место, с момента вылета «Бухары» из второй лиги в 1980 году, этот результат стал самым успешным для бухарских футболистов. В следующем 1989 году команда долго шла на первом месте, но в итоге заняла только 5-е место. Чемпионат 1990 года проходил по другой схеме, и выиграв свою подгруппу, «Бинокор» в финальной пульке занял 3-е место и вышел в 9-ю республиканскую зону второй лиги.
В турнире второй лиги сезона-1991 «Бинокор» выступил не очень удачно, забил меньше всех мячей (34) и занял 22-е место из 26 участников. Впоследствии в чемпионате независимого Узбекистана «Бинокор» участия не принимал.

## Достижения
- Во второй лиге СССР — 22 место (в турнире 9-й республиканской зоны второй лиги 1991 года).